# Kulturspiegel (Fernsehsendung, NDR)
Der Kulturspiegel war eine vom NDR Fernsehen produzierte Kultursendung. Die Erstsendung war am 11. März 1965 und nachfolgend wurde die Sendung bis zum 22. Dezember 1980 wöchentlich in der Länge von 30 Minuten ausgestrahlt.
Der Kulturspiegel war das erste Kulturmagazin im Fernsehen der Bundesrepublik Deutschland. Die Sendung wurde Bestandteil des neuen NDR Fernseh-Vollprogramms, dem Dritten Fernsehprogramm, das ab September 1965 in den vier Norddeutschen Bundesländern Hamburg, Schleswig-Holstein, Niedersachsen und Bremen zu empfangen war.
Erster Redakteur des Kulturspiegels wurde Lucian Neitzel, der die Sendung gestaltete, moderierte und leitete. Zu den freien Mitarbeitern zählten u. a. Istvan Bury, Uwe Zimmermann, Hans-Peter Herbst, Jochen Wolf, Klaus Goldinger, Christa Auch-Schwelk, Jürgen Struck, Frauke Stroh.
Der Programmauftrag des öffentlich-rechtlichen Senders war, im Kulturspiegel einem breiten Publikum Kunst und Kultur in einer allgemeinverständlichen Berichterstattung zugänglich zu machen und über deutsche Künstler als Botschafter deutscher Kultur im Ausland zu berichten. Der Kulturspiegel begleitete u. a. das Hamburg Ballett der Staatsoper unter John Neumeier in die Sowjetunion und das NDR Symphonieorchester in die USA.
Unter dem Programmleiter des NDR, Erhard Herzig, weitete der Kulturspiegel seine Themen auf Gesellschaft, Umwelt und Politik aus.
Uwe Zimmermann wurde als zweiter Redakteur eingestellt. Der Kulturspiegel berichtete über die Künstler der neuen Pop Art ebenso wie über die Studentenproteste 1968 an der Universität Hamburg. 1972 erstellte die Redaktion eine Reihe von 45 Minuten Filmen über die Umweltkrise zur Verkehrs-, Luft- und Bodenverschmutzung und machte den Umweltskandal der Dünnsäureverklappung durch die Chemiefirma Dow Chemical in der Nordsee publik.

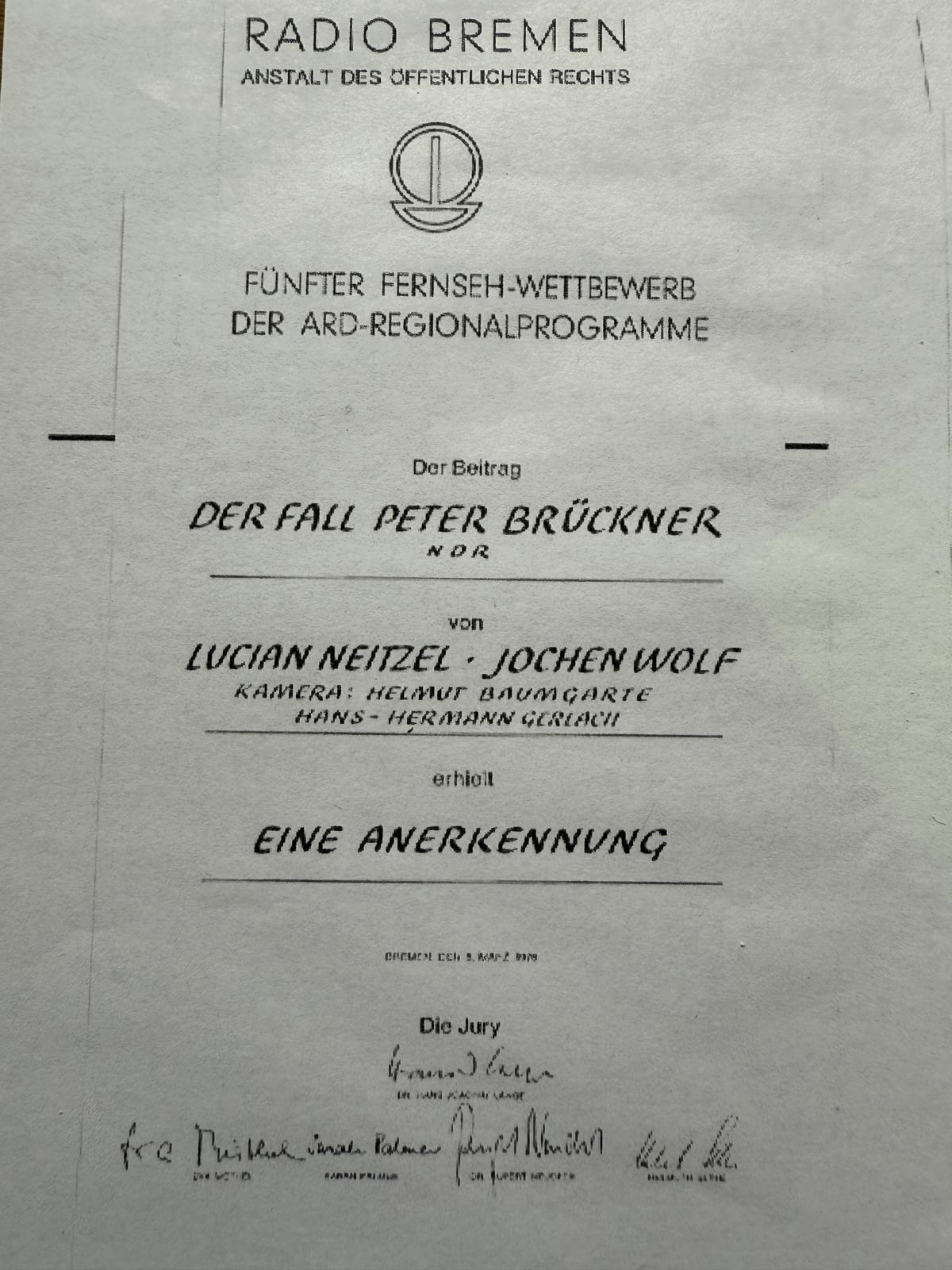
Urkundliche Erwähnung Grimme-Preis, "Der Fall Peter Brückner", NDR Beitrag

Die Magazinsendung hatte kaum feste Rubriken und feste Beitragslängen. Manche Sendungen hatten einen monothematischen Fokus, um Hintergründe kontextualisiert darzustellen. So im Film Der Fall Peter Brückner, der als Professor in Hannover mit Berufsverbot belegt wurde. Dieser Beitrag wurde bei der Grimmepreisvergabe lobend erwähnt. Das Filmdokument Rubinstein bei Steinway zeigt, wie der jüdische Weltstar zum ersten Mal nach dem Krieg nach Deutschland zurückkehrt, um seinen Konzertflügel aus der Reparatur in Hamburg abzuholen.
Die Einstellung der Sendung als überregionales Kulturmagazin erfolgte zum Jahresende 1980 aufgrund der Kündigung des NDR-Staatsvertrages durch den schleswig-holsteinischen Ministerpräsidenten Gerhard Stoltenberg. Kurze Zeit später ermöglichte die Einführung der neuen Betacam-Videotechnik eine schnellere tagesaktuelle Berichterstattung. Die wöchentlichen Sendungen des NDR über Kultur, Sport, Wirtschaft und Politik wurden zu täglichen Rubriken in den regionalen Ländermagazinen des NDR.